# Wim G. van der Kloet
Wim G. van der Kloet (1913-2010) was een Nederlandse natuurbeschermer die een belangrijke rol speelde bij de introductie van Nationale Parken in Nederland. 

## NJN en studie
Wim van der Kloet werd geboren als Van der Kloot, welke naam hij later om invoelbare redenen heeft veranderd. Hij was lid van de Nederlandse Jeugdbond voor Natuurstudie NJN en bekleedde daar onder meer de functie van voorzitter. Hij studeerde tuinbouw aan de Landbouwhogeschool Wageningen en behaalde zijn ingenieurstitel in 1937. 

## Contact-Commissie
Van der Kloet was de eerste beroepskracht (wetenschappelijk assistent/secretaris) (1939-1947) en later bestuurslid (vanaf 1947) van de Contact-Commissie voor Natuur- en Landschapsbescherming. 

## Overheid: Nationaal Park
In 1947 werd hij medewerker en later hoofd van de afdeling Natuurbescherming van het  Ministerie van Onderwijs, Kunsten en Wetenschappen en hoofd van de afdeling Natuurbescherming en Landschap van Staatsbosbeheer. In de jaren vijftig en zestig onderzocht hij de mogelijkheid om in Nederland tot een stelsel van Nationale Parken te komen. Zijn voorstellen leidden in 1975 tot het regeringsvoorstel daartoe inderdaad over te gaan.

## Belang
Het belang van de bescheiden, maar aanhoudende ambtenaar/natuurbeschermer wordt waarschijnlijk onderschat. Zijn werk binnen de Contact-Commissie en zijn voorstellen voor Nationale Parken hebben een stempel gedrukt op de Nederlandse natuurbescherming. 